# معهد الابتكار التكنولوجي
معهد الابتكار التكنولوجي مؤسسة بحثية تمولها حكومة أبوظبي وتعمل في مجالات الحوسبة الكمية، والروبوتات المستقلة، والتشفير، والمواد المتقدمة، والأمن الرقمي، والطاقة الموجهة، والأنظمة الآمنة، وأنظمة الدفع، والطاقة البديلة، والتكنولوجيا الحيوية. ويشكل المعهد ذراع الأبحاث التطبيقية لمجلس أبحاث التكنولوجيا المتطورة التابع لحكومة أبوظبي. وقد انضم معهد الابتكار التكنولوجي إلى مدينة مصدر في عام 2021.

## تنظيم المعهد ونشاطاته
تأسس معهد الابتكار التكنولوجي في مايو 2020 وعُقِد أول اجتماع لمجلس إدارته في أغسطس 2020، ويشغل الدكتور راي أو جونسون حالياً منصب الرئيس التنفيذي للمعهد. وفي ظل جهوده للتصدي لجائحة كورونا، أطلق المعهد في أبريل 2020 مبادرة «علم الجميع» (Citizen Science) التي هدفت إلى تلبية الاحتياجات للمعدات الطبية المتخصصة وتحليل البيانات والدعم الفني في أعقاب الجائحة.
وفي أكتوبر 2020، منح المعهد تمويلاً بقيمة 2.3 مليون دولار لمجموعة بحثية من جامعة بوردو لتطوير العمليات الآمنة والفعالة للطائرات المسيرة. كما أعلن المعهد في ديسمبر 2020 عن تعاونه مع شركة «فيرجن هايبرلوب» لدراسة وتطبيق أطر «توطين أساليب النقل المستقبلية». ووقع المعهد في مارس 2021 مذكرة تفاهم مع جامعة محمد بن زايد للذكاء الاصطناعي لتعزيز الأبحاث في مجال الذكاء الاصطناعي.
 يحتوي المعهد على سبعة أقسام: مركز بحوث الكوانتم، ومركز بحوث الروبوتات المستقلة، ومركز بحوث التشفير، ومركز بحوث المواد المتقدمة، ومركز بحوث الأمن الرقمي، ومركز بحوث الطاقة الموجهة، ومركز بحوث الأنظمة الآمنة.

### المجالات البحثية
- الحوسبة الكمية
- الروبوتات
- التشفير
- المواد المتقدمة
- الأمن الرقمي
- الطاقة الموجهة
- الأنظمة الآمنة
- أنظمة الدفع
- الطاقة البديلة
- التكنولوجيا الحيوية

### مركز بحوث الكوانتوم
أنشئ مركز بحوث الكوانتوم بهدف تطوير أول حاسوب كمي في دولة الإمارات، وقد أعلن معهد الابتكار التكنولوجي في مارس 2021 رسمياً عن البدء بتطوير الحاسوب الكمي في المركز التابع للمعهد تحت إشراف كبير الباحثين خوسيه إجناسيو لاتوري وبالتعاون مع الشركة الإسبانية "Qilimanjaro Quantum Tech". ويذكر أن أعمال المركز وبحوثه تركز على مجالات التشفير الكمي، والاتصالات الكمية، والاستشعار الكمي.

### مركز بحوث الروبوتات المستقلة
يعمل مركز بحوث الروبوتات المستقلة على تطوير التقنيات الجديدة وتطبيقها وإيجاد حلول روبوتية مستقلة تماماً عن التدخل البشري. وتضم أعمال المركز مجالات الأتمتة وعمليات البحث والتطوير المتعلقة بالروبوتات، وإيجاد الحلول للمشاكل في عدة مجالات مثل الرصد البيئي، واستعادة حطام السفن والتسربات النفطية، وأنظمة المراقبة، ووضع خرائط للبيئات المحصورة أو الكبيرة، وإعادة بناء المنظومات البيئية المتضررة.

### مركز بحوث التشفير
يتخصص مركز بحوث التشفير بمختلف جوانب علم التشفير، وقد عمل المركز في ديسمبر 2020 على تطوير المكتبة الوطنية للتشفير بهدف حفظ السجلات الطبية المتعلقة بجائحة كورونا. وفي أبريل 2021، طور مكتبته الثانية المختصة بـ ’تشفير ما بعد الكوانتوم‘، والتي تمثل مجموعة من الخوارزميات لحماية البيانات والمعلومات السرية، مع التركيز على حقبة ما بعد الكوانتوم المستقبلية. وتجدر الإشارة إلى أن د. نجوى الأعرج تشغل حالياً منصب كبير الباحثين في المركز.

### مركز بحوث المواد المتقدمة
يعمل المركز على تطوير المواد المتقدمة بحيث تصبح قابلة للاستخدام والتوظيف في القطاعات ذات الصلة، كما يتخصص في علم المواد النانوية، والمواد ذاتية الإصلاح، والمواد الذكية، والمواد الخارقة (المصنعة هندسياً)، والتصنيع بالإضافة، والمواد والهياكل الممتصة للطاقة. ويرأس المركز حالياً كبير الباحثين د. محمد الطنيجي.

### مركز بحوث الأمن الرقمي
تركز أعمال مركز بحوث الأمن الرقمي بشكل رئيسي على أنشطة البحث والتطوير في مجالات الأمن السيبراني، وتقييم الثغرات الأمنية في البرمجيات، وغيرها من المجالات المشابهة، وقد أعلن المركز مؤخراً عن نيته لتطوير «أنظمة مستقلة للدفاع عن أمن الحواسيب». ويذكر أن الرئيس الحالي للمركز هو كبير الباحثين روكو كالفي.

### مركز بحوث الطاقة الموجهة
يتمثل مجال عمل مركز بحوث الطاقة الموجهة في الكهرومغناطيسية والضوئيات والصوتيات. ويُعرف المركز بتطوير مختبرات التوافق الكهرومغناطيسي وهي الأولى من نوعها في منطقة الخليج. ويتكون مركز بحوث الطاقة الموجهة من ثلاث منشآت: حجرة شبه عديمة الصدى، ومختبر للطاقة النبضية، ومختبر انبعاث منخفض الضوضاء. ويشتهر المركز بالعمل بالتعاون مع مجلس التعاون الخليجي، والحجرات عديمة الصدى، وما إلى ذلك. وفي مايو 2021، أقام المركز شراكات مع عدد من المؤسسات الأكاديمية بما في ذلك جامعة رور، وجامعة هيلموت شميت، وجامعة كليرمون أوفيرني، وجامعة كولومبيا الوطنية، ويذكر أن الرئيس الحالي للمركز هو كبير الباحثين الدكتور شوقي القاسم.

### مركز بحوث الأنظمة الآمنة
يعمل مركز بحوث الأنظمة الآمنة بشكل أساسي على تعزيز أمن المعدات والبرمجيات، وسلامة الأنظمة، ومناعة الشبكات، وغيرها من المجالات ذات الصلة. وفي سبتمبر 2021، أطلق المركز بنجاح أول منشأة لالتقاط الحركة (MOCAP) خارج الولايات المتحدة، وهو يساهم في البحوث المتعلقة باختبار الطائرات المسيرة في بيئات الواقع المعزز أو الواقع الافتراضي. وفي أكتوبر 2021، أعلن المركز عن شراكته مع جامعة خليفة للعلوم والتكنولوجيا، وجامعة توركو، وجامعة غراتس للتكنولوجيا للتعاون في المشاريع البحثية الجارية في مجال الاتصالات الشبكية الآمنة. ويذكر أن الرئيس الحالي للمركز هو كبير الباحثين د. شريكانت ثاكار.

## مركز بحوث أنظمة الدفع
يعمل مركز بحوث أنظمة الدفع على تطوير التقنيات المعنية بتعزيز أداء الطائرات فيما يتعلق بالسرعة والمدى وكفاءة الوقود والانبعاثات والضوضاء وطول مجال الهبوط وغيرها، كما يهدف إلى إحداث ثورة في تقنيات الدفع الموزع بصورة تتوافق مع الأهداف البيئية المستقبلية.

## مركز بحوث الطاقة البديلة
يركز مركز بحوث الطاقة البديلة على تقنيات تعزيز الأمن المائي وتوفير تطبيقات تقنية محسنة ومتنوعة. وتركز أنشطة الأبحاث والتطوير لدى المركز على توفير الحلول الفعالة للتعامل مع آثار التغير المناخي التي وصلت إلى مستويات حرجة.

## مركز بحوث التكنولوجيا الحيوية
يعمل مركز بحوث التكنولوجيا الحيوية على تعزيز قدرات البحث والتطوير في دولة الإمارات في مجالات أساسية مثل الهندسة الوراثية والمواد الحيوية والأجهزة المسيّرة وغيرها. كما ستساهم الحلول المبتكرة التي يعمل عليها المركز بتعزيز وتطوير قطاعات الأغذية والزراعة والرعاية الصحية.

## أحداث وتطورات
- أعلن معهد الابتكار التكنولوجي في مايو 2021، عن ابرام شراكات بين مركز بحوث التشفير التابع له مع مع جامعة رور في بوخوم (ألمانيا)، وجامعة رادبود (هولندا)، وجامعة خليفة (الإمارات)، وجامعة ميلانو، وجامعة البوليتكنيك في تورينو، وجامعة سانتا كاتارينا الفيدرالية.[11]
- في 27 يونيو 2021 أعلن معهد الابتكار التكنولوجي، عن إبرام شراكة مع خمس جامعات مرموقة لتطوير نظام كمبيوتر آمن للطيران مبني على «RISC-V» ومنها وجامعة مودينا وريجيو اميليا، وجامعة بولونيا، ومؤسستين عامتين للبحوث في كندا، وهما جامعة واترلو وجامعة ماكماستر.[12]
- في مارس 2021 كشف مركز بحوث الطاقة الموجهة التابع لمعهد الابتكار التكنولوجي، عن إطلاق مختبرات التوافق الكهرومغناطيسي في أول منشأة من نوعها في العالم العربي. وتتكون المنشأة من ثلاث مختبرات: غرفة توافق كهرومغناطيسي شبه عديمة الصدى، ومختبر طاقة نبضي، ومختبر انبعاث منخفض الضوضاء.[12] وفي نفس الشهر تم الإعلان عن أول مكتبة للتشفير ما بعد الكوانتوم في الإمارات ستعمل على تطوير قدرات التشفير والأمان لإمارة أبوظبي ولدولة الإمارات.[13]
- في عام 2024 تم إطلاق نموذج لغوي كبير جديد في سلسلة نماذج فالكون، وهو فالكون مامبا (7 بي)و يعد هذا النموذج من أفضل النماذج أداءً على مستوى العالم وهو نموذج لغوي مفتوح المصدر من نوع SSLM.[14][15]
- في عام 2024 وقع "معهد الابتكار التكنولوجي" شراكة  مع هيئة أبوظبي للزراعة والسلامة الغذائية بهدف  تطوير الأبحاث التطبيقية المعنية بمواجهة مجموعة من التحديات الرئيسية في مجالات الزراعة والأمن الغذائي والاستدامةوالحلول المرنة لمصادر المياه والطاقة[16]
- أطلق معهد الابتكار التكنولوجي، خلال اليوم الثاني للقمة العالمية للحكومات 2024،مؤسسة فالكون غير الربحية المعنية بتطوير نماذج الذكاء الاصطناعي التوليدي مفتوحة المصدر، حيث سيخصص المعهد تمويلاً بقيمة 300 مليون دولار لتمويل المشاريع المنتفعة.[17]
- سجل  معهد الابتكار التكنولوجي، نجاحاً بارزاً في تطوير ونشر نماذج أولية متقدمة ضمن بيئات تشغيلية حقيقية خلال العام 2024، متجاوزاً بذلك التوقعات السنوية، كما شهدت مجموعة من المشاريع المتطورة، التي صمَّمها المعهدمن نماذج الذكاء الاصطناعي والتقنيات الكمّية، والقدرات ذاتية القيادة في الجو والبر والبحر، قبولاً واسعاً من العملاء[18]